# 浅山芦渓
浅山 芦渓（あさやま ろけい、生没年不詳）は、江戸時代の大坂の浮世絵師。

## 来歴
浅山芦国の父。大坂の人。姓は浅山。芦渓と号す。文化から文政期に読本の挿絵を描いている。文化3年刊行の『放家僧談』（節亭山人作）、文化6年刊行の『敵討氷上霜』（文亭箕山作）、文政7年刊行の『根篠雪（ねざさのゆき）』（文亭箕山作）などが挙げられる。